# Adolf Mkenda
Adolf Faustine Mkenda (Rombo, Kilimanjaro, 1963) es el ministro de Agricultura de Tanzania.  Es profesor asociado de economía en la Universidad de Dar es-Salaam y un político que actualmente actúa como miembro del Parlamento del Partido Revolucionario a través del distrito electoral de Rombo desde noviembre de 2020.

## Carrera política
Después de las elecciones generales de Tanzania de 2020, Mkenda fue nombrado Ministro de Agricultura tanto en el quinto gobierno tanzano como en el sexto gobierno tanzano. Antes de este nombramito, desempeñó varias funciones como secretario permanente del Ministerio de Recursos Naturales y Turismo (2019-2020), secretario permanente del Ministerio de Asuntos Exteriores y Cooperación de África Oriental (2018-2019)  y Secretario Permanente del Ministerio de Industria, Comercio e Inversión (2017-2018) y Secretario Permanente del Ministerio de Industria, Comercio e Inversión (2017-2018).